# Basi (ort i Indien, Rajasthan)
Basi är en ort i Indien.   Den ligger i distriktet Jaipur och delstaten Rajasthan, i den nordvästra delen av landet, 230 km sydväst om huvudstaden New Delhi. Basi ligger 361 meter över havet och antalet invånare är 21 096.
Terrängen runt Basi är platt. Runt Basi är det tätbefolkat, med 343 invånare per kvadratkilometer. Det finns inga andra samhällen i närheten. Trakten runt Basi består till största delen av jordbruksmark.